# Saint-Hilaire-le-Château
Saint-Hilaire-le-Château är en kommun i departementet Creuse i regionen Nouvelle-Aquitaine, i de centrala delarna av Frankrike. Kommunen ligger i kantonen Pontarion som tillhör arrondissementet Guéret. År 2022 hade Saint-Hilaire-le-Château 225 invånare.

## Befolkningsutveckling
Antalet invånare i kommunen Saint-Hilaire-le-Château
Referens:INSEE